# Стшегомек
Стшегомек (пол. Strzegomek) — село в Польщі, у гміні Ритв'яни Сташовського повіту Свентокшиського воєводства.
Населення — 348 осіб (2011).
У 1975-1998 роках село належало до Тарнобжезького воєводства.

## Демографія
Демографічна структура на день 31 березня 2011 року:
|          | Загалом | Допрацездатний вік | Працездатний вік | Постпрацездатний вік |
| -------- | ------- | ------------------ | ---------------- | -------------------- |
| Чоловіки | 167     | 40                 | 111              | 16                   |
| Жінки    | 181     | 36                 | 104              | 41                   |
| Разом    | 348     | 76                 | 215              | 57                   |